# The Mopeds
The Mopeds («els ciclomotors») són un grup de música suec originari de Malmö.

## Cronologia
El trio s'originà l'any 1994, quan David Carlsson (baix) i els germans Jens i Peter Lindgård formaven part d'un altre grup de Malmö, Astroturf: com els altres membres sempre feien tard als assajos, mataven el temps tocant els instruments del local, amb els quals compongueren les primeres cançons junts.
Els Lindgård, a més, tocaven els vents en el grup Eggstone, propietaris de l'estudi Tambourine de Malmö, en el qual gravaren per a grups com Saint Etienne abans de dedicar-se al seu propi grup.
Després d'unes primeres gravacions casolanes, el 1997 Vibrafon Records els publicà dos senzills, l'EP Hände Hoch («mans enlaire» en alemany) i el primer disc, The Hills Are Alive With The Sound of Mopeds («les muntanyes reviuen amb el so de les motos», una paròdia del títol original del musical Somriures i llàgrimes).
Després de tretze anys de paró, el 2019 es reuniren per a fer un concert a Copenhaguen pel vint-i-cinc aniversari de la seua discogràfica, Crunchy Frog.

## Discografia
| • Hände hoch (EP, 1997)                                                                                       |
| --- |
| (VIBRCD 23) 1. Lizard 2. Me & my Moped II 3. Paradise 4. Television 5. Holiday Right Tonight 6. Me & my Moped |

| • Life's too Short to Hurry (senzill, 1998)                                                        |
| -------------------------------------------------------------------------------------------------- |
| (VIBRCD35) 1. Life's too Short to Hurry (3:11) 2. 16, 17, 18 or 19 (3:00) 3. Paint in Black (5:20) |

| • Kid is Alright (senzill, 1997)                                                      |
| ------------------------------------------------------------------------------------- |
| (VIBRCD 37) 1. Kid Is Alright (3:40) 2. I Scream (3:55) 3. All The Way to Mars (2:23) |

| • The Hills Are Alive with the Sound of Mopeds (CD/LP, 1998) |
| --- |
| (VIBRCD 42 / VIBRLP 4) 1. Kid Is Alright 3:44 2. Friends Are Cheep 3:02 3. Discoloser 3:38 4. Fuengirola Gonzales 3:19 5. Oh No 3:50 6. Making Plans for Nothing 7. Scuba Diving Suits (The Mermaid Theory) 3:09 8. One of my Best Friends 3:52 9. Lizard 3:35 10. Italian Girl 4:07 11. I Love You 2:47 12. Life's too Short too Hurry 3:15 Pistes extra de l'edició japonesa (AVCM-65042): 13. Me And my Mopeds II 14. Know You Well (amb Jenka) 15. 16, 17, 18 Or 19 16. Me & my Mopeds |

| • Celebrate the Herring (EP, 1998)                                                                                            |
| --- |
| (AVCM 65045) 1. She Went Boom 2. Play And Get Laid 3. Paradise 4. Pilot Girlfriend 5. Paint It Black 6. Holiday Right Tonight |

| • She Went Boom (EP, 1998)                                  |
| ----------------------------------------------------------- |
| (VIBRCD54) 1. She Went Boom 2. Pilot Girlfriend 3. Swimfrog |

| • Steppin' on Fire (senzill, 2001)                           |
| ------------------------------------------------------------ |
| (FROG 020-2) 1. Steppin' on Fire 2. Loveshit 3. No Parachute |

| • The Land of the Three (CD, 2001) |
| --- |
| (FROG 022-2) 1. Dina Tried her Silver Bow (2:57) 2. Steppin' on Fire (4:16) 3. The Right to Be Unfunky (4:00) 4. Things the Stars Have Forgotten (3:14) 5. Little Ugly Moustaches (3:04) 6. Speak Honestly (3:27) 7. Now She Goes (3:29) 8. Everdoubt (4:09) 9. Spend some Time (3:48) 10. Deep under the Sea (4:20) 11. Special (3:19) |

| • Televison Time (senzill, 2005)           |
| ------------------------------------------ |
| (PROMOFROG 040-1) 1. Televison Time (2:45) |

| • Fortissimo (CD, 2005) |
| --- |
| (FROG 040-2) 1. Extremely Ordinary (3:01) 2. Refused Demo Land (2:39) 3. If I Told you So (3:24) 4. Televison Time (2:45) 5. Unbelongings (2:57) 6. Gotta Beware (2:52) 7. Loverman (1:56) 1. What's On Her Mind (només en l'edició japonesa de Pinxter, TACD-009) 8. Steal a Girl (2:54) 9. Monkey Mercedes (3:13) 10. Braggadoccio (3:01) 11. Phonogram Sam (3:52) |

| • Loverman (EP, 2006)                                                                                                |
| --- |
| (LiTe760) A 1. Loverman (1:57) 2. Punkshit (3:39) B 1. What's on her Mind (2:19) 2. Dina Tried her Silver Bow (2:58) |

## Videografia
- Kid is Alright
- Lizard
- Dina Tried her Silver Bow
- Refused Demoland